# Hongrois en Argentine
Les Hongrois en Argentine sont les citoyens argentins d'origine hongroise. Leur présence en Argentine est essentiellement le fait d'une immigration importante lors de l'Insurrection de Budapest en 1956. Un très grand nombre d'entre eux et de leurs descendants sont devenues connus ou reconnus, parmi eux nous pouvons citer László Biró, Vladislao Cap ou Gisela Dulko.